# 럭키 유
《럭키 유》(영어: Lucky You)는 미국에서 제작된 커티스 핸슨 감독의 2007년 드라마 영화이다. 에릭 배나, 드루 배리모어 등이 출연하였고, 캐럴 페널런 등이 제작에 참여하였다.

## 출연진
- 에릭 배나
- 드루 배리모어
- 로버트 듀발
- 데브라 메싱
- 찰스 마틴 스미스
- 로버트 다우니 주니어
- 허레이쇼 샌즈
- 진 스마트
- 켈빈 한 이
- 마이클 섀넌
- 대니 혹
- 에번 존스
- 필리스 서머빌
- 빌 매키니
- 미켈 섀넌 젱킨스
- 오마 벤슨 밀러
- 브래드퍼드 잉글리시
- 미셸 보스
- 도일 브런슨

## 기타 제작진
- 공동 제작: 마리 조 윙클러아이오프레다
- 배역: 맬리 핀
- 미술: 클레이 A. 그리피스
- 의상: 마이클 캐플런